# Qui l'a vue mourir ?
Pour plus de détails, voir Fiche technique et Distribution.
Qui l'a vue mourir ? (Chi l'ha vista morire?) est un giallo ouest-germano-italien coécrit et réalisé par Aldo Lado et sorti en 1972.

## Synopsis
A Megève la petite Nicole, une fillette aux cheveux roux confiée à une gouvernante, est assassinée. Ginevra Storelli, la gouvernante, s'en va à Venise et l'affaire est classée. Quatre ans plus tard, en 1972, c’est Roberta Serpieri, une autre petite fille aux cheveux roux, qui est assassinée par le même tueur en série, alors qu’elle était récemment arrivée à Venise et qu’elle venait d'Amsterdam où elle vivait avec sa mère Elizabeth. Son père, le sculpteur Franco Serpieri, se met tout seul à rechercher le responsable de la mort de Roberta, n’ayant que peu de confiance dans le commissaire De Donato.
Des similitudes avec la mort d'une autre petite fille aux cheveux roux, Marinella Marchesin, tuée l'année précédente, poussent Franco vers des personnes qu'il connaît : le marchand d'art Serafian, Ginevra Storelli, maintenant associée à Serafian, Filippo Venier, l'amant de Ginevra et Nicola Bonaiuti, un avocat que Franco soupçonne d'avoir participé à des parties équivoques avec des mineurs en compagnie d'autres notables de Venise.
Ses enquêtes aboutissent à la mort de presque tous les suspects et vont jusqu’à mettre également en danger sa vie et celle de sa femme Elizabeth, arrivée à Venise entretemps. Franco Serpieri finit par découvrir le meurtrier.

## Fiche technique
- Titre français : Qui l'a vue mourir ?[1]
- Titre original italien : Chi l'ha vista morire?[2]
- Titre allemand : The Child - Die Stadt wird zum Alptraum[3]
- Réalisation : Aldo Lado
- Scénario : Francesco Barilli, Massimo D'Avak, Aldo Lado et Rüdiger von Spiehs
- Photographie : Franco Di Giacomo
- Montage : Angelo Curi
- Musique : Ennio Morricone
- Décors : Sandro Parenzo (it)
- Production : Enzo Doria, Ovidio G. Assonitis
- Société de production : Dieter Geissler Filmproduktion, Doria G. Film et Roas Produzioni
- Pays de production :  Italie -  Allemagne de l'Ouest
- Langue de tournage : italien
- Format : couleurs par Technicolor - 2,35:1 - Son mono - 35 mm
- Genre : giallo
- Durée : 95 minutes
- Dates de sortie : 
  - Italie : 12 mai 1972
  - Allemagne de l'Ouest : 1985 (sortie vidéo)
  - France : 19 novembre 1999

## Distribution
- George Lazenby : Franco Serpieri
- Anita Strindberg : Elizabeth Serpieri
- Adolfo Celi : Serafian
- Dominique Boschero : Ginevra Storelli
- Peter Chatel : Philip Vernon
- Piero Vida (it) : le journaliste
- José Quaglio : Bonaluti
- Alessandro Haber : père James
- Nicoletta Elmi : Roberta Serpieri
- Rosemarie Lindt : Gabriella
- Giovanni Forti Rosselli : Francois Roussel
- Sandro Grinfan : inspecteur De Donati

## Production
Le scénario de Qui l'a vue mourir ? a été écrit par Massimo D'Avack, Francesco Barilli, Aldo Lado et Rüdiger von Spiehs. La musique du film a été composée par Ennio Morricone, dont la partition a été publiée séparément en 1972.
Le film a été tourné en extérieur à Venise ; l'une des scènes de poursuite a été filmée dans au moulin Stucky, un bâtiment délabré qui a été rénové en 2008 pour devenir un hôtel Hilton.
Dans les versions italienne et anglaise, la voix de Lazenby est doublée par d'autres acteurs. Les films italiens étaient rarement tournés avec un son utilisable et doublés en post-production. En version originale italienne, Lazemby est doublé par Michele Kalamera (it).

## Accueil critique
Ce « mélange de thriller et de film d'horreur » a été très bien accueilli en Allemagne : « Qui l'a vue mourir ? captive dès la première minute avec ses images oniriques de la ville morbide de la lagune et sa musique hypnotique. Et les gondoles portent le deuil », écrit filmtipps.at. Le critique de cinéma Christian Keßler fait l'éloge du film en le qualifiant de « thriller magnifiquement réalisé » et constate en guise de conclusion : « en utilisant avec virtuosité, mais sans trop d'insistance, les moyens éprouvés pour augmenter la tension (par exemple les plans en caméra subjective), Aldo Lado parvient de manière exemplaire, dans ce qui est probablement son meilleur film, à valoriser un bon scénario par un véritable style (...) ». La revue italienne Segnalazioni Cinematografiche est moins enthousiaste, voyant « de maigres capacités techniques au service d'un film confus et artificiel » et critiquant en outre l'alternance de scènes sadiques et érotiques. Morando Morandini affirme qu'Aldo Lado est allé trop loin en transformant un giallo en un film d'épouvante extrême. Dans La Stampa, S. Reggiani loue en revanche l'idée de déplacer le décor dans la ville lagunaire et remarquait des effets suggestifs réussis.
Dans son ouvrage sur les cinéastes italiens d'épouvante, Louis Paul a décrit la performance de Lazenby comme l'une des meilleures de l'acteur, bien qu'il ait regretté que certains doublages du film n'aient pas utilisé la voix de Lazenby. Danny Shipka a comparé le film stylistiquement au film de Nicolas Roeg de l'année suivante, Ne vous retournez pas, qui partage le même cadre vénitien. Shipka a noté que Lado évitait les scènes trop sanglantes et les éléments érotiques habituellement présents dans les gialli, se concentrant plutôt sur « une aura de malaise ». Buzz McClain de AllMovie a attribué à Qui l'a vue mourir ? trois étoiles et demie sur cinq, soulignant la performance de Lazenby et la partition de Morricone ; McClain a estimé que l'intrigue du film était inutilement compliquée, mais que cela était compensé par son cadre et sa cinématographie. Olivier Père déclare quant à lui que « Moins roublard que ses collègues Dallamano et Lenzi, moins prestidigitateur que Argento, le débutant Lado signe avec Qui l'a vue mourir ? un film profondément dérangeant qui anticipe par son sujet, son esthétisme décadent et certaines de ses images le célèbre Ne vous retournez pas ». Stéphane Erbisti sur Horreur.com remarque que ce film « apporte une pierre des plus solides à l'édifice "giallo" puisque son film fait partie des meilleurs que j'ai vu dans le genre » tout en notant que « la thématique du film, à savoir le meurtre d'enfants (et la pédophilie), plonge le spectateur dans une ambiance des plus malsaines, [et notamment] sa révélation finale [...] n'est pas sans rappeler La Longue Nuit de l'exorcisme de Lucio Fulci ».